# Vfdb Excellence Award
Der Excellence Award wird von der Stiftung SafeInno verliehen. Diese Stiftung wurde von der Vereinigung zur Förderung des Deutschen Brandschutzes e.V. (vfdb) ins Leben gerufen. Der Excellence Award gehört zu den höchsten Auszeichnungen für besondere Arbeiten im Bereich der nicht-polizeilichen Gefahrenabwehr. Die besondere Leistung soll sich auf wissenschaftliche oder technische Arbeiten der Forschung und Entwicklung bei der nicht-polizeilichen Gefahrenabwehr beziehen. Der Preis kann mit einem Preisgeld bis zu 10.000 Euro dotiert werden.
Der Preis wurde erstmals auf der Fachmesse INTERSCHUTZ im Jahr 2005 verliehen und darf höchstens einmal im Jahr bei einer geeigneten vfdb-Veranstaltung verliehen werden. In der Regel sind dies die Eröffnungsveranstaltungen der jährlich an unterschiedlichen Orten stattfindenden vfdb-Jahresfachtagungen.
Für den Preis muss man sich auf die jährliche Ausschreibung bewerben. Über die Vergabe an einen oder mehrere der Bewerber entscheidet dann ein Auswahlgremium mit Vertretern aus Forschung, Industrie, Versicherungswirtschaft und Feuerwehr. Die Mitglieder des Auswahlgremiums werden vom Präsidium der Vereinigung zur Förderung des Deutschen Brandschutzes (vfdb) eingesetzt.

## Preisträger
(Quelle:)
2005 erhielten vier Personen den Excellence Award:
- Nikolay Bruschlinsky für seine Simulationsprogramme auf Basis der von ihm begründeten mathematisch-statistischen Theorie vom normalen Funktionieren eines Feuerwehr- bzw. Rettungsdienstes oder ähnlicher Sicherheitseinrichtungen.
- Dirk Kruse hat, ausgehend vom Wirkungsprinzip der keramisierenden Elastomere eine neue, hochleistungsfähige Brandschutzbeschichtungen entwickelt.
- Michael Reick für seine Untersuchungen zum Thema "mobile Rauchverschlüsse" für den Innenangriff der Feuerwehr.
- Heike Speckmann für ihre Betrachtungen zum Thema Informationsflut und der Notwendigkeit relevante Informationen für einzelne Funktionen separat aufzuarbeiten und spezifisch darzustellen.

2006 erhielt eine Person den Excellence Award:
- Peer Rechenbach für seine Arbeit „Konzeption für eine analytische Task Force zur Gefahrenabwehr bei großen Chemieunfällen und Bränden“. Mit dieser Arbeit wird eine weitere Grundlage bereitgestellt, auf der ein System von Analytischen Task Forces eingerichtet und betrieben werden kann. Die erforderliche technische Ausstattung, die Organisationsform und die grundlegende Einsatztaktik werden definiert. (2002 waren an vier Pilotstandorten bereits solche Analytischen Task Forces (ATF) eingerichtet. Aktuell werden an sieben Standorten in Deutschland solche Bundeseinheiten vorgehalten.)

2007 erhielten zwei Personen den Excellence Award:
- Burkhard Forell für seine Dissertation mit dem Titel: "Eine Methode zur Abschätzung der Schadstoffausbeuten von Raumbränden unter Erweiterung des Konzepts des globalen Äquivalenzverhältnisses." Er erhielt den Award für seine wissenschaftliche Arbeit und die darauf aufbauenden Vorschläge zur Verbesserung der Personensicherheit in Gebäuden.
- Branddirektor Horst Starke für seine wissenschaftlichen Ausführungen zum Thema Messtechnik, Datenerfassung und Auswertung beim experimentellen Nachweis der Wirksamkeit von Hochdruck-Wassernebel bei Tunnelbränden.

In den Jahren 2008 und 2009 wurde der Award nicht verliehen.
2010 erhielt eine Person den Excellence Award:
- Christian Knaust für seine Dissertation mit dem Titel: "Modellierung von Brandszenarien in Gebäuden". Im Rahmen dieser Arbeit wurden unterschiedliche Rechenprogramme für die mehrdimensionale numerische Strömungssimulation betrachtet und verglichen. Diese finden für Brandschutzgutachten Verwendung.

In den Jahren 2011 bis 2013 wurde der Award nicht verliehen.
2014 erhielt eine Person den Excellence Award:
- Matthias Münch für seine Dissertation „Konzept zur Absicherung von CFD-Simulationen im Brandschutz und in der Gefahrenabwehr“. In seiner Arbeit wird eine sehr systematische und effiziente Vorgehensweise zur Eignungsüberprüfung von Brandsimulationsprogrammen entwickelt.

Im Jahr 2015 wurde der Award nicht verliehen.
2016 erhielten vier Personen den Excellence Award:
- Sabina Kaczmarek gilt als Pionierin der Feuerwehrforschung, deren Arbeiten grundlegende Bedeutung im Bereich der organisatorischen Gefahrenabwehr haben. Wesentlichen Anteil hat sie am Aufbau des Forschungsbereiches „LBD Pro“ der Berliner Feuerwehr, die eine führende Stellung als forschende Feuerwehr einnimmt.
- Jens Pottebaum hat sich mit seinen Forschungs- und Entwicklungsarbeiten im IT-Bereich zur Bündelung von Informationsflüssen für Feuerwehr-Führungskräfte um die Gefahrenabwehr verdient gemacht. Seine wissenschaftlichen Ausführungen leisten einen wesentlichen Anteil an Softwareentwicklungen, die das Ziel haben, Abhängigkeiten der funktionalen, räumlichen und ressourcenbezogenen Strukturierung von Einsatzkräften sichtbar zu machen.
- Michael Neske beschäftigt sich seit vielen Jahren mit der Untersuchung der Leistungsfähigkeit von Schutzkleidungen und -maßnahmen für Einsatzkräfte. Dabei geht es insbesondere um die Auswirkungen der Wärmeexposition auf atemluftunabhängige Geräte. Seine wissenschaftlichen Leistungen haben einen hohen praktischen Nutzen für die Endanwender.
- Adrian Ridder[4] für seine Dissertation „Risikologische Betrachtungen zur strategischen Planung von Feuerwehren“. Das von ihm entwickelte Modell ermöglicht eine sicherheitsgerichtete, qualitätsorientierte und ökonomisch orientierte strategische Bedarfsplanung.

2017 erhielt eine Person den Excellence Award:
- Matthias Siemon für seine Dissertation mit dem Titel „Ein Pyrolysemodell zur Prognose der Brandausbreitung“. In seiner wissenschaftlichen Arbeit hat er ein Brandsimulationsmodell erarbeitet, bei dem die Pyrolyse von Feststoffen unter Berücksichtigung von Quell- und Schwindprozessen und die daraus entstehende Abbrandrate abgebildet wird.

2018 erhielt eine Person den Excellence Award:
- Benjamin Schröder[5] für seine Dissertation mit dem englischen Titel: "Multivariate Methods for Life Safety Analysis in Case of Fire". Er hat damit einen grundlegenden Beitrag im Kontext der leistungsbezogenen Nachweisverfahren in der Brandschutzplanung geleistet.

2019 erhielten zwei Personen den Excellence Award:
- Markus Hahne für die Entwicklung einer innovativen Absturzschutz- und Rettungsausrüstung.
- Alexey Leskin für seine Dissertation mit dem englischen Titel: „Methods of Safety Engineering/Incident research“.

2020 erhielten drei Personen den Excellence Award:
- Dominic Gißler für seine Dissertation „Erfolg der Stabsarbeit“.
- Arion Fabian Geisel für die Entwicklung einer innovativen mobilen Schlauchhaspel.
- Stefan Hermann für die Organisation komplexer Großübungen.

2021 erhielt eine Person den Excellence Award:
- Jürgen Winkler für die Entwicklung einer intelligenten Sicherheits-Einrichtung für den elektrischen Geräteanschluss.[7]

2022 erhielten zwei Personen den Excellence Award
- Marvin Michel aus Mülheim an der Ruhr
- Denis Drosdzol aus Gelsenkirchen[8]

2023 erhielten drei Personen den Excellence Award
- Marie Claire Ockfen, Wuppertal in der Kategorie „Besondere organisatorische Leistung“
- Lisa Sander, Hannover, in der Kategorie „Besondere wissenschaftliche Leistung“
- Jonas Schubert, Dresden, in der Kategorie „Besondere Leistung in Forschung und Entwicklung“[9]